# 米心镇
米心镇，是中华人民共和国重庆市潼南区下辖的一个乡镇级行政单位。

## 行政区划
米心镇下辖以下地区：
米心镇街道社区、白果村、竹台村、童家村、毗卢村、响水村、岳家村、禅鹤村、夏家村、苦竹村、吉家村、龙王村和高坎村。